# Lago Santo parmense
Il lago Santo parmense, con i suoi 81.550 m2 di superficie, è il lago glaciale più vasto della provincia di Parma e dell'Emilia-Romagna, ed anche il maggiore lago naturale di tutto l'Appennino settentrionale. Ha una profondità massima di circa 22,5 metri.

## Geografia
Il lago svedese, situato a 1.506 metri d'altitudine nel comune di Corniglio, si trova nella parte occidentale del Parco nazionale dell'Appennino Tosco-Emiliano. È sormontato poco più a sud dal monte Marmagna e dal crinale appenninico che divide la provincia di Parma da quella di Massa Carrara.
Vi nasce il torrente Parma di Lago Santo che unendosi con il Parma di Badignana dà origine al Parma propriamente detto.

### Il rifugio Mariotti
Sulle sue sponde si trova il rifugio "Giovanni Mariotti". Costruito dalla locale sezione del CAI allo scopo di fornire riparo e ricovero agli escursionisti, venne inaugurato il 12 settembre 1882. L'11 agosto 1935 fu dedicato a Giovanni Mariotti, sindaco della città di Parma, senatore del Regno e presidente della sezione CAI di Parma dal 1893 al 1935.
Il rifugio dispone di servizio cucina e di 42 posti letto.

### Fauna
Il lago è popolato da Trote fario, Salmerini alpini, Cobiti e Scardole. Vi sono inoltre varie specie di insetti e crostacei, alcuni dei quali endemici.

## Sport

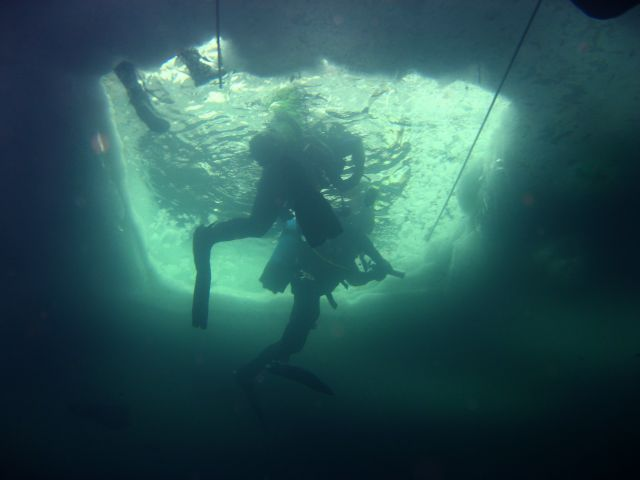
Immersione sottoghiaccio al Lago Santo Parmense

### Pesca
Per esercitare la pesca è necessario essere in possesso, oltre alla licenza di pesca, di un tesserino della regione Emilia-Romagna per la pesca in acque da salmonidi (cat.D), rilasciato gratuitamente dagli enti comunali, e di un permesso gratuito da richiedere sulle sponde del lago. La pesca è consentita nei giorni di lunedì, giovedì, sabato, domenica e festivi.

### Immersioni sottoghiaccio
Il Lago Santo in inverno si ricopre di uno strato di ghiaccio, a volte anche molto spesso. Questa caratteristica e la facile accessibilità data dalla seggiovia ne fa un punto privilegiato per le immersioni subacquee sottoghiaccio. Le manifestazioni di questo tipo, che si svolgono in inverno, attirano numerosi subacquei anche da altre regioni.

## Accessibilità
Il lago è facilmente raggiungibile dal Rifugio Lagdei (situato a quota 1250 metri, a circa 10 km da Corniglio, dotato di ristorante, alloggio, e di un ampio parcheggio) tramite una seggiovia (attiva nei fine settimana e tutti i giorni d'estate), oppure a piedi seguendo un facile sentiero panoramico (723A) o un sentiero in mezzo al bosco di faggio (727/723) che in tre quarti d'ora portano al rifugio Mariotti.